# Louis Thirion (écrivain)
Pour les articles homonymes, voir Louis Thirion et Thirion.
Œuvres principales
- La Résidence de Psycartown (1968)
- Les Whums se vengent (1968)
- Ysée-A (1970)
- Sterga la Noire (1971)
- Passeport pour la 5e dimension (2005)

Louis Thirion, né le 25 octobre 1923 à Neufchâteau et mort le 9 décembre 2011 à Paris,, est un écrivain français de science-fiction à coloration surréaliste tenant du space opera. Ses romans sont empreints d'humour et souvent de poésie,.

## Louis Thirion avant le Fleuve noir
En 1964 Louis Thirion publie son premier roman, un récit burlesque, Waterloo, morne plaine. En 1967 Le Petit Homme de San Francisco obtient le prix de la nouvelle littéraire. En 1968, il est publié chez Éric Losfeld pour un roman surréaliste, La Résidence de Psycartown. À la fin des années 1960, il donne  plusieurs dramatiques radiophoniques au théâtre de l'Étrange sur France Inter et le théâtre de l'Épée de Bois a joué sa pièce Les Pilules.

## Louis Thirion au Fleuve noir
En 1968, avec Les Stols, Louis Thirion entre dans la maison d'édition Fleuve noir dans la collection Anticipation. Il en deviendra un auteur majeur, notamment après la publication des Whums se Vengent, d'Ysée-A et de Sterga la noire,.
Il sera un des premiers auteurs, sinon le premier, à aborder les thème d'exploitation à outrance des ressources. Par exemple, en 1971, il décrit Sterga la noire comme une planète dévastée par l'exploitation de la société Mac Dewitt. Société qui représente 30 % du produit cosmique brut et l'incontrôlable volcan de pétrole sous-marin décrit dans Métrocéan 2031 en 1973, n'est pas sans rappeler la catastrophe de Deepwater Horizon.

### Série Jord Maogan
La série Jord Maogan est composée de Les Stols, Les Naufragés de l'Alkinoos, Les Whums se vengent, Ysée-A, Sterga la noire, et Le Secret d'Ipavar.

## Louis Thirion après le Fleuve noir
Il publie avec Philippe Godard une série de trois romans historiques chez Hachette Jeunesse sous le titre de Sigurt le Viking.
La collection Rivière Blanche publie en 2005, 2007 et 2012 Passeport pour la 5e dimension, Helios et Adam, l'enfant monde.